# اینگونا بوتانه
اینگونا بوتانه (به انگلیسی: Ingūna Butāne) (زاده ۲۴ فوریه ۱۹۸۶) مدل اهل لتونی است.